# John Savage (homme politique britanno-colombien)
Pour les articles homonymes, voir John Savage et Savage.
John Lawrence Savage (23 février 1936-20 octobre 2018) est un homme politique canadien de la Colombie-Britannique. Il est député provincial créditiste de la circonscription britanno-colombienne de Delta de 1986 à 1991.
Savage siège au cabinet du premier ministre Bill Vander Zalm au poste de ministre de l'Agriculture et des Pêcheries de novembre 1986 à décembre 1990, de ministre des Forêt intérimaire en mars 1987, de ministre des Parcs de décembre 1990 à avril 1991, ainsi que dans le cabinet de Rita Johnston au poste de ministre des Affaires des Premières Nations d'avril à novembre 1991,.